# مونتيراي (أورينسي)
بلدية مونتيراي (بالإسبانية: Monterrey) هي بلدية تقع في مقاطعة أورينسي التابعة لمنطقة غاليسيا شمال غرب إسبانيا.

## الديموغرافيا
بلغ عدد سكان بلدية مونتيراي 2.973 نسمة عام 2011 (وفقاً للمعهد الوطني للإحصاء الإسباني).
| 3.563 | 3.461 | 3.364 | 3.128 | 3.036 | 3.094 | 2.973 |